# Jesper Williamsson
Jesper Williamsson, född 23 april 1990 i Nässjö, Jönköpings län, är en svensk professionell ishockeyspelare som spelar för HV71 i SHL.
Han har tidigare spelat för Rögle BK, Malmö Redhawks, IF Troja-Ljungby, IK Oskarshamn, Nässjö HC och Alvesta SK.